# Ben Vercammen
Ben Vercammen (* 21. Mai 1988 in Herentals) ist ein belgischer Eishockeyspieler, der bei HYC Herentals in der belgisch-niederländischen BeNe League spielt. Sein jüngerer Bruder Joep ist ebenfalls belgischer Nationalspieler.

## Karriere
Ben Vercammen spielt seit Beginn seiner Karriere als Eishockeyspieler bei HYC Herentals. Wurde er zunächst in der Reservemannschaft in der zweiten belgischen Liga eingesetzt, so stieg er bereits als 17-Jähriger in die erste Mannschaft auf, die damals in der belgischen Ehrendivision spielte. 2009 und 2012 gewann er mit seinem Team dort die belgische Landesmeisterschaft, 2012 auch den Pokalwettbewerb. Von 2010 bis 2012 nahm er mit seinem Team zudem am niederländisch-belgischen North Sea Cup teil. Als diese Serie aufgelöst wurde, wechselte Vercammen mit der ersten Mannschaft von HYC Herentals 2012 in die niederländische Ehrendivision. Seit Gründung der BeNe League als gemeinsamer höchster Spielklasse für Belgien und die Niederlande 2015 spielt er mit seinem Klub dort. Gleich die erste Auflage dieser neuen Serie konnte er mit seinem Klub für sich entscheiden und damit auch belgischer Meister 2016 werden. Zudem gewann er mit HYC 2016 und 2017 auch den belgischen Pokalwettbewerb und 2017 und 2018 weitere belgische Meisterschaften.

### International
Für Belgien nahm Vercammen bereits an den U-18-Weltmeisterschaften 2004, 2005 und 2006 teil. Dabei musste er nach dem Abstieg aus der Division II 2004 im Folgejahr in der untersten Klasse antreten, stieg mit seinem Team aber aufgrund eines zweiten Platzes beim Division-III-Turnier in Sofia umgehend wieder auf. In der U20 spielte er bei den Weltmeisterschaften 2005, 2007 und 2008. Auch hier war er zunächst in der Division II aktiv, musste aber 2007–2006 hatten die Belgier auf eine Teilnahme verzichtet – in der untersten Klasse neu beginnen, wo durch einen zweiten Platz beim Turnier in Ankara die Rückkehr in die Division II gelang.
Mit der Herren-Nationalmannschaft nahm Vercammen an den Weltmeisterschaften der Division II 2007, 2008, 2009, 2010, 2011, 2012, 2013, 2014, 2015 und 2016 teil.

## Erfolge und Auszeichnungen
- 2005 Aufstieg in die Division II bei der U-18-Weltmeisterschaft, Division III
- 2007 Aufstieg in die Division II bei der U-20-Weltmeisterschaft, Division III
- 2009 Belgischer Meister mit HYC Herentals
- 2012 Belgischer Meister mit HYC Herentals
- 2012 Belgischer Pokalsieger mit HYC Herentals
- 2012 Aufstieg in die Division II, Gruppe A, bei der Weltmeisterschaft der Division II, Gruppe B
- 2013 Belgischer Pokalsieger mit HYC Herentals
- 2016 Gewinn der BeNe League mit HYC Herentals
- 2016 Belgischer Meister und Pokalsieger mit HYC Herentals
- 2017 Belgischer Meister und Pokalsieger mit HYC Herentals
- 2018 Belgischer Meister mit HYC Herentals